# Єсет-батир
Єсе́т-бати́р (каз. Есет Батыр) — село у складі Жалагаського району Кизилординської області Казахстану. Адміністративний центр та єдиний населений пункт Аламесецький сільського округу.
У радянські часи село називалось Акарик або Ферма № 5 Акарик, до 2017 року називалось Акарик, станом на 2009 рік — Аламесек.
Населення — 1874 особи (2021; 2295 у 2009, 2705 у 1999, 2130 у 1989).